# Yael Davids
Yael Davids (15 juni 1968, Jeruzalem) is een Nederlandse kunstenaar die video's maakt en performances uitvoert.

## Opleiding en loopbaan
Davids is in Jeruzalem geboren in het jaar 1968. Door haar vader kreeg zij de Nederlandse nationaliteit, en sinds de jaren 1990 woont en werkt ze in Amsterdam. Zij studeerde beeldende kunst aan de Gerrit Rietveld Academie in Amsterdam, beeldhouwkunst aan het Pratt Institute in New York en choreografie en dans aan de Remscheid Academie in Remscheid, Duitsland. Ze voltooide een driejarige opleiding tot Feldenkrais-docent. Eind jaren 1990 kreeg Davids meer bekendheid door haar werk. Haar werk bestaat vaak uit performances en video’s waarin het menselijk lichaam centraal staat.
Davids onderzoekt hoe het lichaam functioneert als geheugen van het collectieve erfgoed, politiek verhalen en privébiografieën. Geïnspireerd door Moshé Feldenkrais (1904-1984) experimenteert ze met somatisch leren en alternatieve systemen van kennisoverdracht en -productie. Samengesteld uit dans- of bewegingsvoorstellingen, sculpturale- en archiefelementen, nemen haar werken vaak de vorm aan van choreografische assemblages. Een overzicht van haar tentoonstellingen en optredens zijn onder meer: de Liverpool Central Library (2021); de Biënnale van Liverpool (2020); Van Abbemuseum, Nederland (2019); Museo Tamayo, Mexico-Stad (2018); Documenta 14, Duitsland en Griekenland (2017); Rotterdam Cultural Histories 7#: Performance Festival Perish, Witte de With, Nederland (2016); en Les Laboratoires d'Aubervilliers, Frankrijk (2015).
Davids werd in 1997 onderscheiden met de Charlotte Köhler Prijs voor beeldende kunst.

## Somatisch leren en de Feldenkrais-methode
In 2020 voltooide Davids als eerste kandidaat een driejarig onderzoekstraject dat leidde tot de titel Creator Doctus (CrD). Het programma, opgezet door de Gerrit Rietveld Academie in Amsterdam, mondde uit in een verzameling artistieke werken of projecten, zoals de tentoonstelling A Daily Practice, in plaats van een geschreven proefschrift. Het onderzoek van Davids richtte zich op somatisch leren en is geïnspireerd op het werk van Moshé Feldenkrais. De Feldenkrais-methode, een systeem van lichaamsbeweging dat tot doel heeft het menselijk functioneren te verbeteren door het zelfbewustzijn door beweging te vergroten. Voor Yael Davids bestaat dit uit langzame opeenvolgende bewegingspatronen die het bewustzijn van lichamelijke kennis vergroten – een archeologische performance - en beoefening gericht op zelfredzaamheid.
De Feldenkrais-methode is gebaseerd op het principe dat het veranderen van de manier waarop we bewegen leidt tot een verandering in hoe we denken, observeren en voelen. Dit principe inspireerde Davids tot een andere benadering van het museum, de collectie en de tentoonstelling. Davids wil de gebruikelijke patronen van het kijken naar kunst binnen de muren van het museum uitdagen. Kunst beleven: door beweging en het lichaam, in plaats van alleen met het oog of het intellect. Het museum als een te onderzoeken lichaam. De collectie vormt hierbij de ruggengraat, ledematen en maag. Uitgangspunt is dat een verandering in bewegen leidt tot een verandering in denken, waarnemen en voelen.